# Bruno Chalumeau
Pour les articles homonymes, voir Chalumeau.
 (février 2017).
Si vous disposez d'ouvrages ou d'articles de référence ou si vous connaissez des sites web de qualité traitant du thème abordé ici, merci de compléter l'article en donnant les références utiles à sa vérifiabilité et en les liant à la section « Notes et références ».
Bruno Chalumeau, cascadeur français, parachutiste et judoka, émule de Gil Delamare, né à Beaune (Cote-d'Or) adepte des actions automobiles insensées (Aix-les-Bains 1971) bouscula le milieu de la cascade professionnelle alors qu'il avait tout juste 20 ans ; spécialiste de la pénétration dans les brasiers d'hydrocarbures, démonstrateur-essayeur pour la sécurité en sport auto (F1 & Endurance), auteur d'une survie hivernale expérimentale sous la neige (1981), Bruno Chalumeau fut avec le toulousain Frank Valverde (décédé à Marseille 1983) et le motard Alain Prieur (décédé à Tallard) l'un des grands noms de la cascade des années 1970/1990.